# Droga wojewódzka 312
Die Droga wojewódzka 312 (DW312) ist eine 24 Kilometer lange Droga wojewódzka (Woiwodschaftsstraße) in der polnischen Woiwodschaft Großpolen, die Rakoniewice mit Czacz verbindet. Die Strecke liegt im Powiat Grodziski und im Powiat Kościański.

## Streckenverlauf
Woiwodschaft Großpolen, Grodziski
-  Rakoniewice (Rakwitz, Rackwitz, Freystadt, Polnisch Freystadt) (DK32)
- Wielichowo (Wielichowo)
- Ziemin
- Śniaty
- Wilkowo Polskie (Petersdorf)

Woiwodschaft Großpolen, Powiat Kościański
- Karśnice (Petersdorf)
- Nadolnik (Petersdorf)
-  Czacz (Schatz) (DK5)